# Estadio Nea Smyrni
El Estadio Nea Smyrni (en griego: Στάδιο Νέας Σμύρνης) es un estadio multiusos situado en el municipio de Nea Smyrni en la ciudad de Atenas, Grecia. Fue construido en 1939. En la actualidad se utiliza sobre todo para partidos de fútbol, es el estadio del Panionios GSS, que juega en la Super Liga de Grecia. El estadio está situado en el suburbio del sur de Nea Smyrni (en griego: Νέα Σμύρνη), que es donde residen los aficionados del equipo. El estadio tiene una capacidad de 11 700 asientos.